# FC Rànger’s
Der FC Rànger’s ist ein 1981 gegründeter Fußballverein aus Andorra la Vella. Der Verein war 2004–2006 nach seinem Sponsor auch als Pizzeria Venècia FC Ranger’s und ab 2006 als Construcción Buiques FC Ranger’s bekannt.

## Vereinsgeschichte
Die Saison 2005/06 war die bisher erfolgreichste des Clubs, neben der ersten Meisterschaft gelang auch erstmals der Einzug ins Pokalendspiel Andorras, das jedoch gegen den Rekordsieger FC Santa Coloma im Elfmeterschießen mit 3:5 verloren ging.
In der Saison 2008/09 konnte der Verein lediglich eines von 20 Ligaspielen gewinnen, während die übrigen Partien allesamt verloren gingen. Mit nur drei Punkten und einem Torverhältnis von 19:100 stieg die Mannschaft schließlich als Tabellenletzter in die Segona Divisió ab.
2011 gelang der Wiederaufstieg, wobei FC Rànger’s als Tabellenzweiter davon profitierte, dass die 2. Mannschaft des FC Lusitanos nicht aufsteigen durfte. Doch bereits nach nur einer Saison folgte der erneute Abstieg in die zweite andorranische Liga. 2024 gelang erneut der Aufstieg in die höchste Spielklasse Andorras, in der man in der Saison 2024/25 den 5. Platz belegte.

### Internationale Auftritte
Der Club nahm bereits drei Mal an europäischen Wettbewerben teil: 2005/06 schied man in der ersten Runde des UI-Cups gegen SK Sturm Graz aus, 2006/07 in der ersten Qualifikationsrunde des UEFA-Pokals gegen den FK Sarajevo.
Nachdem der Verein seinen Meistertitel 2007 verteidigen konnte, war er der erste andorranische Teilnehmer in der UEFA Champions League (erste Qualifikationsrunde). Venecia wurde dem moldawischen Meister Sheriff Tiraspol zugelost, welcher in den Jahren zuvor jeweils in die 2. Qualifikationsrunde einziehen konnte. Zwar unterlag man diesem Gegner in beiden Partien, doch die Andorraner zeigten vor allem beim Hinspiel in Moldawien eine starke Leistung und unterlagen Serif nur mit 0:2. In der heimischen DEVK Arena half die Unterstützung der andorranischen Zuschauer nicht, der FC Rànger’s verlor mit 0:3 und schied in der 1. Qualifikationsrunde der Champions League aus.

## Europapokalbilanz
| Saison  | Wettbewerb            | Runde                  | Gegner           | Gesamt | Hin     | Rück    |
| ------- | --------------------- | ---------------------- | ---------------- | ------ | ------- | ------- |
| 2005    | UEFA Intertoto Cup    | 1. Runde               | SK Sturm Graz    | 1:6    | 1:1 (H) | 0:5 (A) |
| 2006/07 | UEFA-Pokal            | 1. Qualifikationsrunde | FK Sarajevo      | 0:5    | 0:3 (A) | 0:2 (H) |
| 2007/08 | UEFA Champions League | 1. Qualifikationsrunde | Sheriff Tiraspol | 0:5    | 0:2 (A) | 0:3 (H) |

Gesamtbilanz: 6 Spiele, 1 Unentschieden, 5 Niederlagen, 1:16 Tore (Tordifferenz −15)